# Юго-Запад (винодельческий регион)

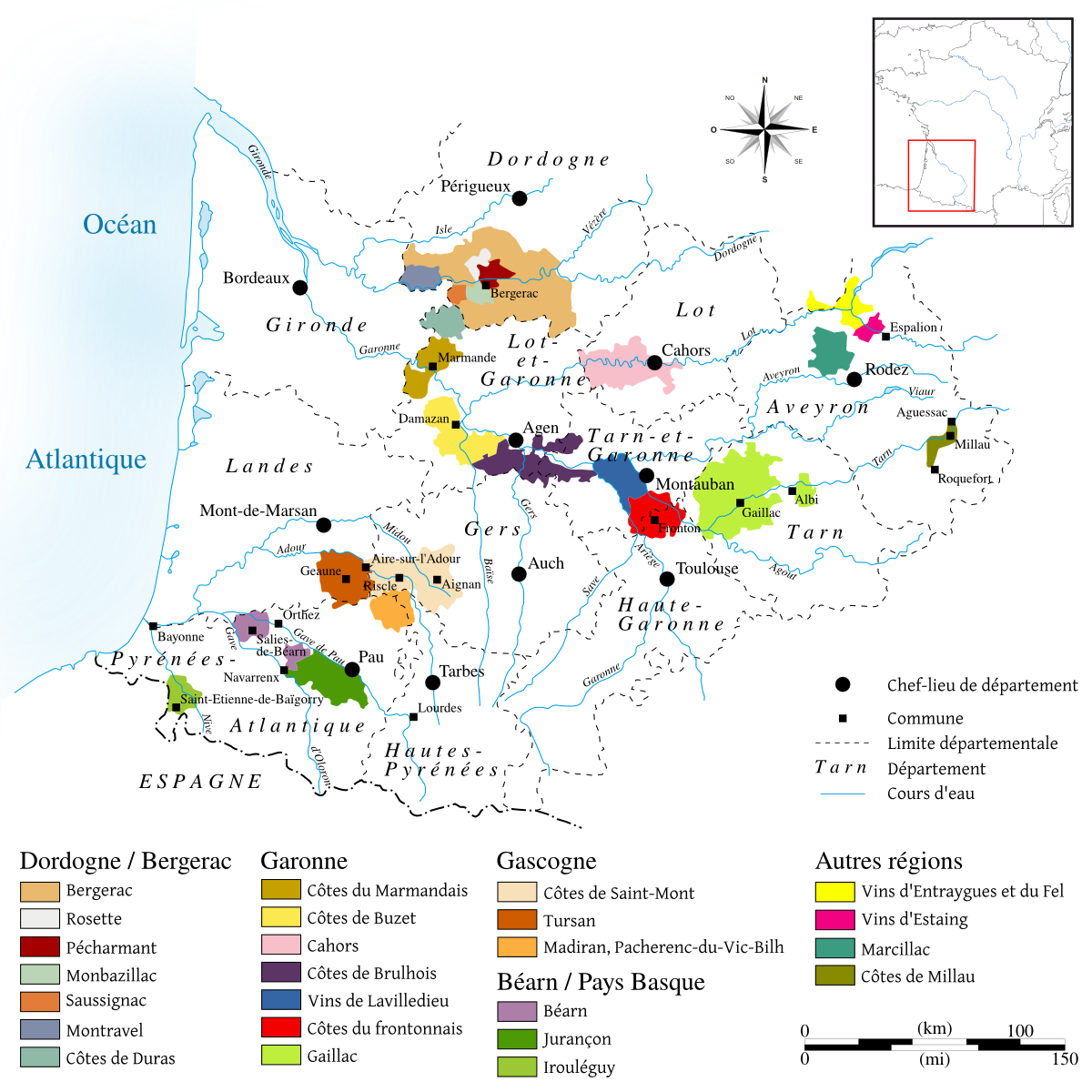
Карта винодельческого региона Юго-Запад

Юго-Запад (фр. Sud-Ouest) — крупный винодельческий регион Франции, составленный из нескольких изолированных винодельческих районов. Территория региона ограничена с северо-востока городами Орийак и Родез, а с юга — границей с Испанией около городка Андай. Винодельческий регион расположен более или менее полностью на территории французских административных регионов Аквитания (исключая департамент Жиронда) и Юг — Пиренеи.
На территории винодельческого региона Юго-Запад производятся вина контролируемых по происхождению наименований (AOC-AOP), региональные вина (фр. vin de pays) (IGP) и столовые вина (фр. vin de table). Также в этом регионе производятся арманьяк (крепкий спиртной напиток) и флок де Гасконь (мистель).

## История

### Ампелографическое происхождение
На первый взгляд возникает впечатление, будто каждая винодельческая зона (аппелласьон) имеет несходные вина и сорта винограда.

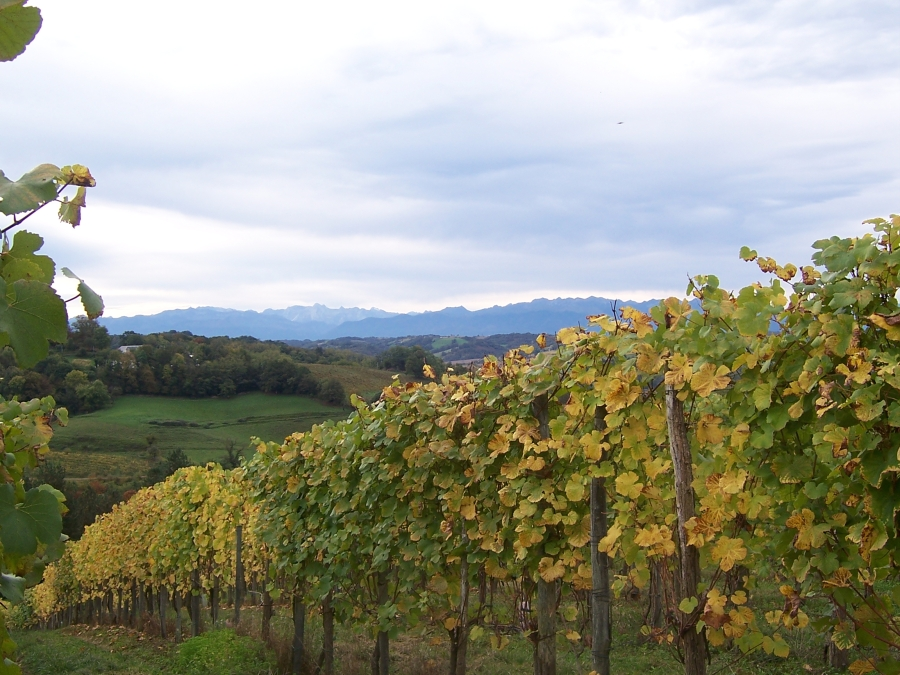
Винодельческий район Жюрансон

По мнению французского ампелографа Ги Лавиньяка, существует очень древняя взаимосвязь между винодельческими районами региона Юго-Запад. Каждый сорт винограда принадлежит к обширному семейству, а эти семейства едины для южных районов:
- Семейство Cotoïdes (мальбек, негретт, таннат, прюнелар) — эти сорта появились на юго-западе Франции и, вероятно, разводились ещё в эпоху римлян. Имея общее происхождение, они распространились по всему региону, а взаимные мутации и селекция сформировали наследственное плодородие; другие регионы, где возделываются эти сорта, импортировали лозу из Юго-Запада.
- Семейство Carmenets (каберне фран, каберне совиньон, карменер, фер серваду, мерло…) — это семейство появилось в Испании и было ввезено во Францию в Средние века паломниками, возвращавшимися из Сантьяго-де-Компостела. Среди сортов этой семьи самым древним кажется каберне фран, поскольку его следы обнаруживаются на почти всех виноградниках Юго-Запада и он обладает более высоким генетическим разбросом.
- Семейство Folloïdes (пикаполь, жюрансон блан, жюрансон нуар…) — это семейство возникло в Гаскони. Из-за высокой урожайности этих сортов в XIX веке было предпринято множество скрещиваний.

Этот исторический обзор показывает, что винодельческий регион Бордо принадлежит к той же исторической сущности, что и винодельческий регион Юго-Запад. Очевидно, только классификация AOC, основанная на широкой славе вин Жиронды, поместила регион Бордо в обособленную группу.

### Античность
В Аквитании уже существовало вино к моменту её завоевания римлянами; галлы возделывали виноградники в Монтане возле поселения Гайяк (территория современного департамента Тарн). Будучи сообразительными торговцами, галлы, подражая римлянам, высадили виноград везде, где только было можно. Под воздействием океанического климата галло-римляне получили виноград битурика. Этот сорт, который упоминал Плиний, может быть родственным каберне. Предположительно завезённый из испанской страны басков, он стал основой виноградников возле Бурдигалы (современный город Бордо).
Глинисто-известковые холмы Юго-Запада прекрасно дренировались, климат региона мягкий, имелись судоходные реки, которые позволили наладить продажу вина в Рим и всю империю, а также в земли северной Европы.
В 92 году по распоряжению римского императора Домициана пришлось вырубить 50 % галльских виноградников. Тяжёлые времена для галльских виноградников длились до тех пор пока император Каракалла в 213 году, а затем и Проб в 276 и 282 годах не разрешили занятие виноградарством.

### Средние века и новое время

#### Раннее Средневековье
Падение Римской империи поначалу нарушило торговлю вином, однако массовое обращение захватчиков в христианство позволило возобновить выгодную торговлю. Королевство вестготов с центром в Тулузе стабилизировало ситуацию в регионе на протяжении трёх столетий. На многих виллах продолжали заниматься виноделием, что поддерживало духовенство, которому требовалось вино для мессы.
В VIII веке виноторговлю в регионе практически полностью уничтожили грабительские набеги викингов и мусульман (обосновавшихся в Аль-Андалусии и в Септимании), первой целью которых были монастыри и города. Порты укреплялись, а у потенциальных покупателей вина появились другие заботы, чем поиск алкоголя.

#### Вина верхних земель

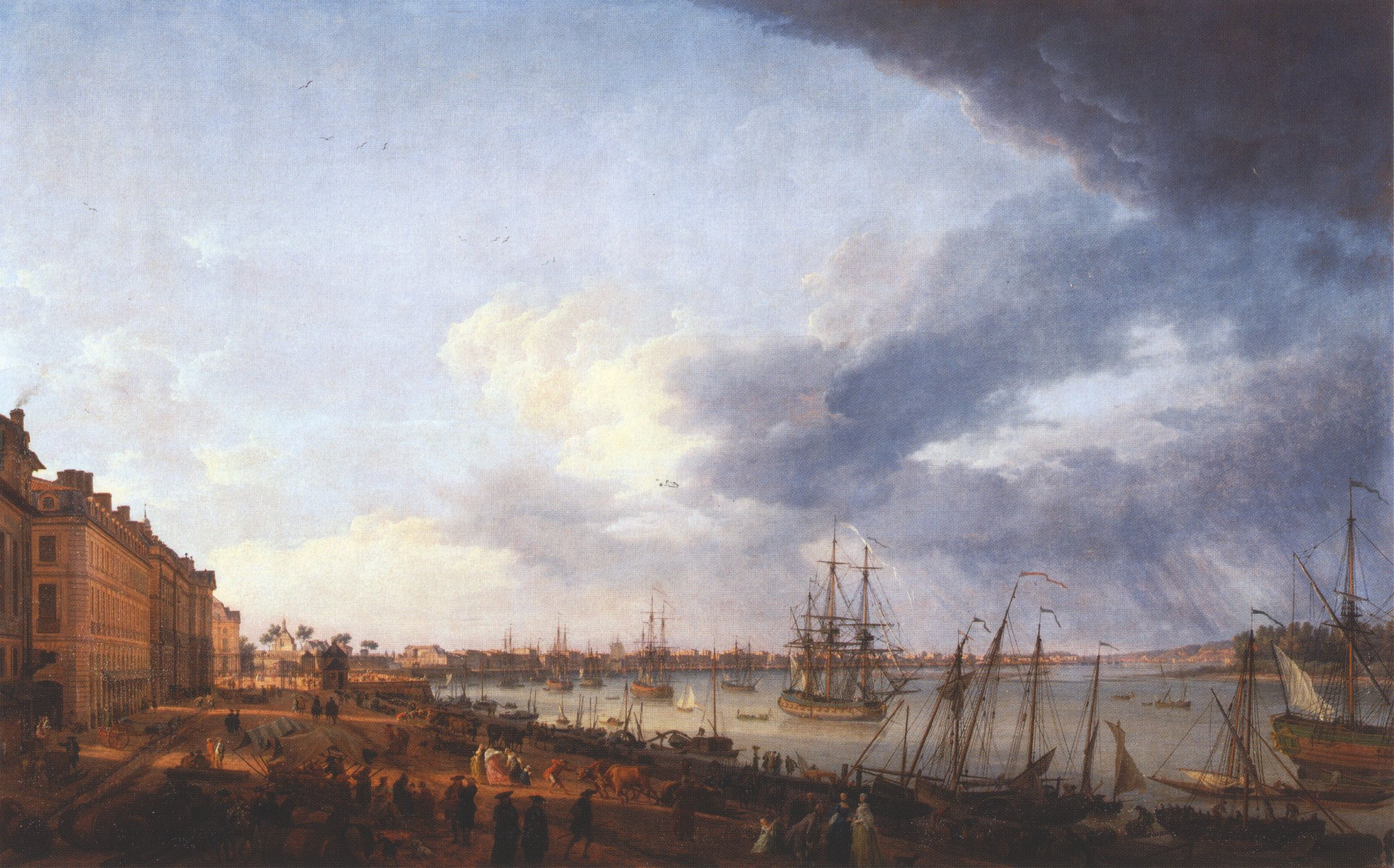
Порт Бордо в 1758 году, место экспорта «вин верхних земель». (Картина Жозефа Верне).

В 1152 году после брака герцогини Аквитании Алиеноры с Генрихом Анжуйским вся Аквитания оказалась в империи Плантагенетов. Рынок вина развивался начиная с морского порта Бордо.
Бордоские виноделы в 1214 году добились важной льготы от английского короля Генрих III, согласно которой «вина верхних земель» запрещалось завозить в порт Бордо до наступления Рождества. После Рождества мореплавание осложнялось погодными условиями, а множество судов к тому времени уже покинули порт с другими товарами в трюмах. Такое преимущественное право способствовало продаже именно бордоских вин. Король Франции, ставший сюзереном Бордо в 1453 году после битвы при Кастийоне, подтвердил действие данной льготы, чтобы снискать расположение своих новых подданных. Наконец, только король Людовик XVI спустя пять столетий смог урегулировать этот конфликт в 1773 году, восстановив справедливость между виноделами.
Исторически «винами верхних земель» назывались винодельческие районы, расположенные выше Бордо по течению реки Гаронна. Известные своим качеством, эти вина по цветовому оттенку превосходили вина Бордо и постепенно их географическое происхождение стало узнаваемым. Вина назывались либо по имени речного порта, откуда их отгружали (Бержерак, Каор, Муассак), либо по названию экспедитора (вина, отправлявшиеся из порта Рабастенс, имели название Гайяк, поскольку грузоотправителем было аббатство Сен-Мишель де Гайяк).
Однако торговля купажными винами на винных оптовых рынках «разлучала» сами вина и места их происхождения. Оптовые торговцы продавали «просто бордо»; постепенно Кагор или Гайяк стали утрачивать свою идентичность.

### Современная эпоха

#### Народное вино
В 1773 году король Франции Людовик XVI установил посредничество между виноделами, отменив «бордоскую привилегию». Однако хозяйства винодельческого региона Юго-Запад долгое время не могли воспользоваться этим обстоятельством; революционные войны во Франции, а затем и наполеоновские войны остановили торговлю морем в порту Бордо. Спрос на купажные вина исчез, вынудив виноделов верхних земель искать другие рынки сбыта своих вин. Они обратили внимание на укреплявшийся рабочий класс, однако пролетариат требовал самого дешевого вина. Чтобы удовлетворить такой спрос на плодородных участках высадили высокоурожайные сорта винограда, что вскоре привело к падению репутации вина из этих районов.
Появление во Франции в ту эпоху обширной сети железных дорог проложило дешевым винам путь в северные департаменты Франции и в северную Европу, хотя этот путь также открылся и для конкурентов. В этот исторический период бурно развивалась ампелография, наука об изменчивости сортов винограда. Путешествие Жюля Гийо (фр. Jules Guyot) через всю Францию позволило составить общую картину. Низкоурожайные сорта в регионе Юго-Запад исчезли, уступив место сортам из винодельческих регионов Божоле (чёрный гаме) и Лангедок — Руссильон (гренаш и сенсо).

#### Эпидемия филлоксеры
Распространение вредителя филлоксеры грозило полностью уничтожить виноградники. В ту эпоху французские ампелографы предложили для борьбы единственное решение — прививку. Разорённым виноделам потребовалось тогда вкладывать крупные средства в пересадку виноградников, не имея никакой гарантии, что прививка поможет длительное время. На практике, распространившееся в середине 1880 годов заболевание мильдью, показало, что прививка действительно являлась лучшим долговременным решением.
В тот период существенная нехватка вина во Франции подтолкнула жителей Бретани и Нормандии высадить целые сады яблонь, предназначенных для получения сидра, которым планировалось удовлетворить массовый народный спрос. Нечестные торговцы пытались разбавлять вино и даже производить искусственное вино в ту кризисную эпоху. Обнаружив эти попытки, виноградари Юго-Запада вместе с соседями из Лангедока в 1907 году устроили массовые протесты.

### XX столетие
На протяжении XX века массовое производство столовых вин в винодельческом регионе Юго-Запад привело к расширению крупных виноградников, культивировавших высокоурожайные сорта (жюрансон нуар, вальдигье, бекиньоль, мериль) в плодородных зонах виноделия. Известняковое плато у Каора забросили. Такая деятельность бросила тень на производство качественного вина. Тем не менее, производство столовых вин было гораздо прибыльнее производства качественных марочных вин.
Однако, как ни парадоксально, для нового возрождения традиций потребовалась новая катастрофа. Обширные заморозки 1956 года уничтожили часть виноградников. Плохо организованные или мало интересующиеся виноградарством виноделы, ушли из отрасли. Только самые целеустремлённые виноделы высадили лозу повторно. Виноградники Юго-Запада возродились во многом благодаря технической и финансовой поддержке французских репатриантов из Алжира. Множество местных вин добились признания места происхождения и получили статус AOC, лимитированных вин высшего качества (VDQS) или региональных вин (фр. vin de pays). Была проведена реорганизация структуры виноградников с добавлением региональных и местных качественных сортов. Сознательно высаживались улучшенные сорта винограда: совиньон блан, чёрный мерло, чёрный сира и чёрный каберне совиньон.

## Перечень винодельческих районов
Винодельческий регион Юго-Запад расположен по оси Аверон — Баскские земли, между Центральным массивом и Пиренеями. По его краям находятся два террасных винодельческих района (марсийак в департаменте Аверон и ирулеги в Баскских землях). По наблюдению французских ампелографов Ги Лавиньяка и Пьера Касамайора, винодельческий регион Юго-Запад пронизан четырьмя французскими паломническими дорогами к могиле апостола Иакова в Сантьяго-де-Компостела. Именно этим историческим маршрутом объясняется распространение на юго-западе Франции пиренейских сортов винограда (паломники на обратном пути приносили с собой), а также общность характеристик винограда. Тем не менее, несмотря на историческую и географическую взаимосвязь, в регионе чётко различаются несколько зон, характеризующихся сходными винодельческими районами.
Официальное наименование регионального вина «Конте Толозан» (фр. vin de pays du comté tolosan) производится почти на всей территории винодельческого региона Юго-Запад.

### Виноградники верхних земель
Местные террасные виноградники расположены в долинах рек Гаронна и Дордонь. Виноградники заняли более-менее плодородные и отлично дренированные террасы, а также лучшие склоны, отказавшись от сухих и бесплодных известняковых косов. С севера на юг вдоль четырёх рек юго-запада расположены четыре области виноделия.

#### Река Дордонь и виноградники Бержерака
Вокруг города Бержерак на обоих берегах реки Дордонь расположен винодельческий район Бержерак, чья территория самая крупная в регионе Юго-Запад. За винодельческим районом Бержерак закреплены два региональных контролируемых наименования AOC — бержерак и кот-де-бержерак. В эти два региональных наименования включены семь местных контролируемых наименований AOC, закреплённых за некоторыми терруарами:
- монравель,
- о-монравель (фр. haut-montravel),
- кот-де-монравель (фр. côtes-de-montravel),
- монбазийяк,
- пешарман,
- розетт,
- соссиньяк.

Также в этом винодельческом районе производятся два наименования региональных вин (фр. vin de pays) (IGP) — «дордонь» и «перигор».

#### Река Гаронна

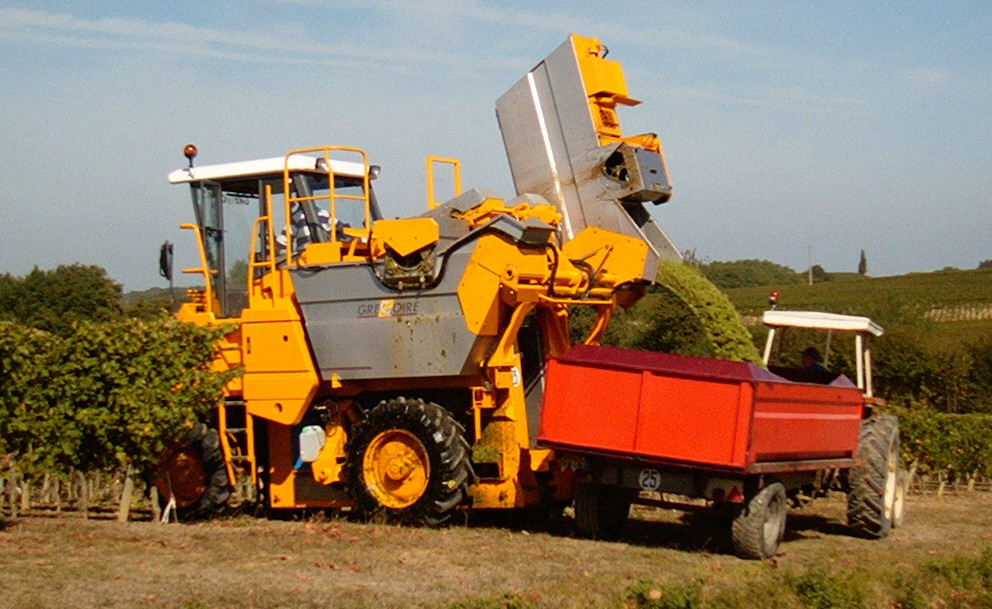
Механизированный сбор урожая совиньона в Кот-де-Дюра

По мере продвижения по руслу реки Гаронна вглубь страны на юго-восток расположены виноградники AOC Кот-дю-Марманде (фр. côtes-du-marmandais), а рядом с ними, на реке Дро, притоке Гаронны, расположены виноградники Кот-де-Дюра (фр. côtes-de-duras). Далее, уже на территории департамента Ло и Гаронна, находятся виноградники бюзе и кот-дю-брюлуа (фр. côtes-du-brulhois). В этом районе производятся два наименования региональных вин (IGP) — «ажене» и «тезак-перрикард».
Ещё выше по течению Гаронны расположены виноградники департамента Тарн и Гаронна, в том числе AOC фронтон между руслами рек Тарн и Гаронна, винодельческий район лавильдье, а также часть района кото-дю-керси. В этом районе производятся три наименования региональных вин (IGP).

#### Река Ло
В долине Ло расположено множество винодельческих районов, разделённые на AOC кагор, AOC кото-дю-керси (фр., с 2011 года), а также IGP «Ло» и «кото-де-глан» (фр.) в департаменте Ло, а также два района VDQS (фр.) в департаменте Аверон.

#### Река Тарн
По мере продвижения по реке Тарн расположены виноградники Тарна с AOC Гайяк и IGP кот-дю-тарн. К северу от реки Тарн расположен винодельческий район, чьё название не связано с названием реки, AOC марсийак, а также IGP аверон.

### Виноградники пиренейских предгорий

#### Холмы Гаскони

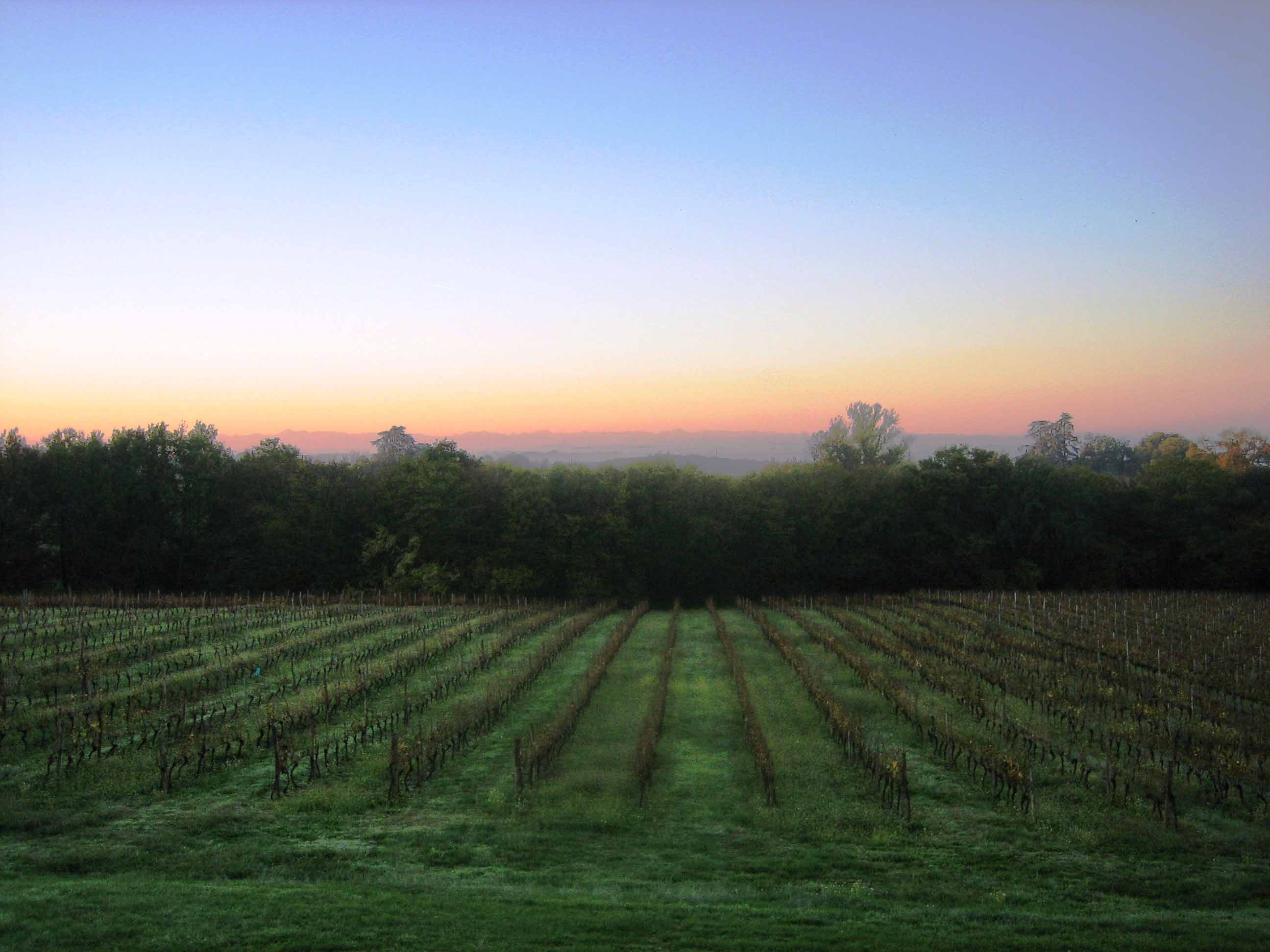
Гасконский виноградник в Кастельно-д'Озан

Этот обширный регион имеет крупные и разнообразные виноградники. По давней традиции здесь получали так называемое «котёльное вино», которое использовали для приготовления арманьяка, а также мистеля флок де Гасконь, имеющих статус AOC. Падение продаж этих напитков заставило виноделов переключиться на производство региональных вин (IGP).
Далее на юг, у кромки Пиренеев, расположены районы очень качественного винограда. Здесь производятся три AOC-наименования: красное вино мадиран, белое пашренк-дю-Вик-Биль и розовое беарн.

#### Ланды
На территории департамента Ланды производится одно AOC-наименование (статус с 2012 года), тюрсан, а также три наименования региональных вин (IGP).

#### Пиренейские виноградники
В этой области производятся три наименования-AOC: беарн, жюрансон и ирулеги. Также здесь производят четыре наименований региональных вин IGP.